# Sergej Sjelpakov
Sergej Sjelpakov, född den 18 september 1956 i Omsk, Ryssland, är en sovjetisk tävlingscyklist som tog OS-guld i lagtempoloppet vid olympiska sommarspelen 1980 i Moskva. 